# Warmingia eugenii
Warmingia eugenii là một loài thực vật có hoa trong họ Lan. Loài này được Rchb.f. miêu tả khoa học đầu tiên năm 1881.

## Hình ảnh

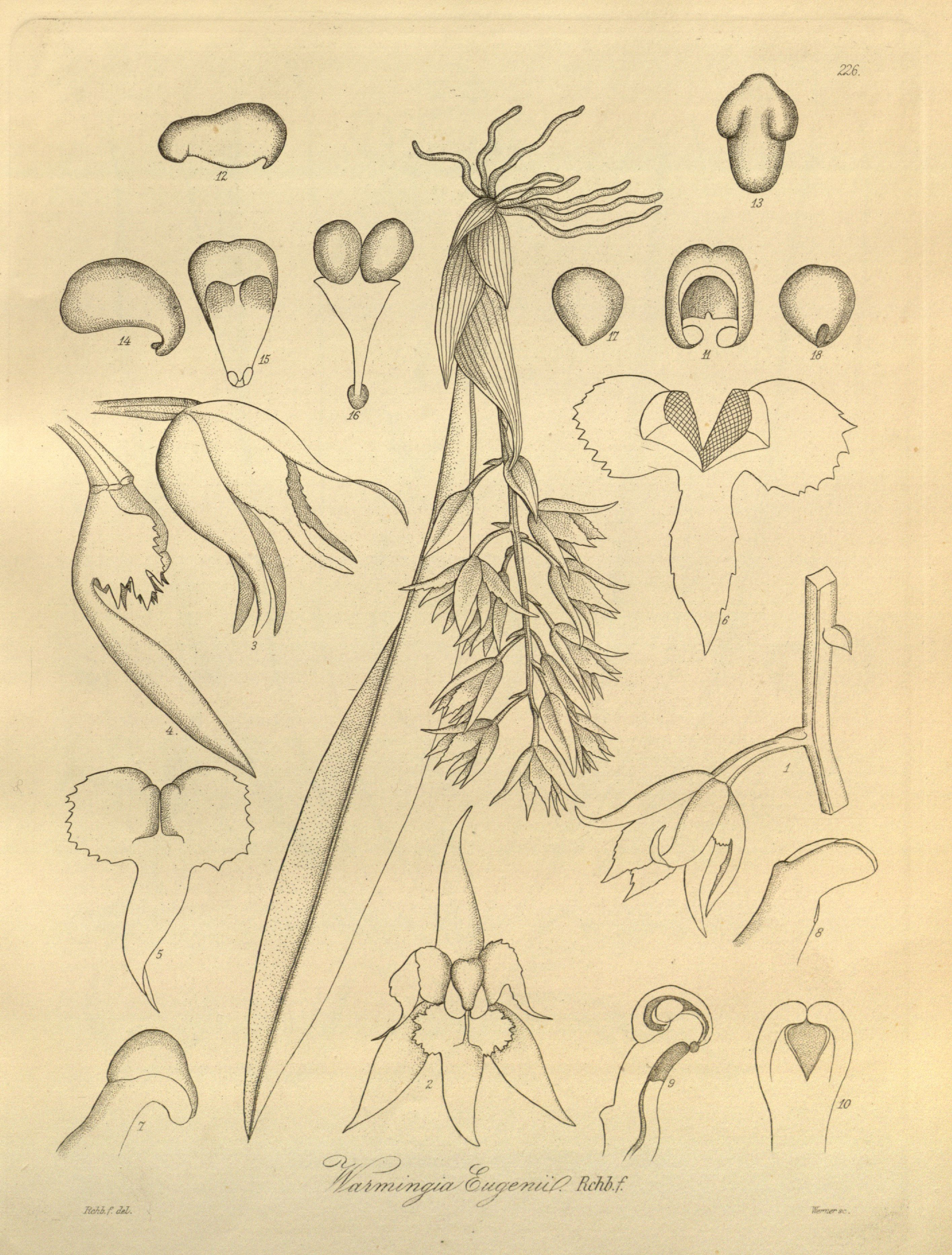
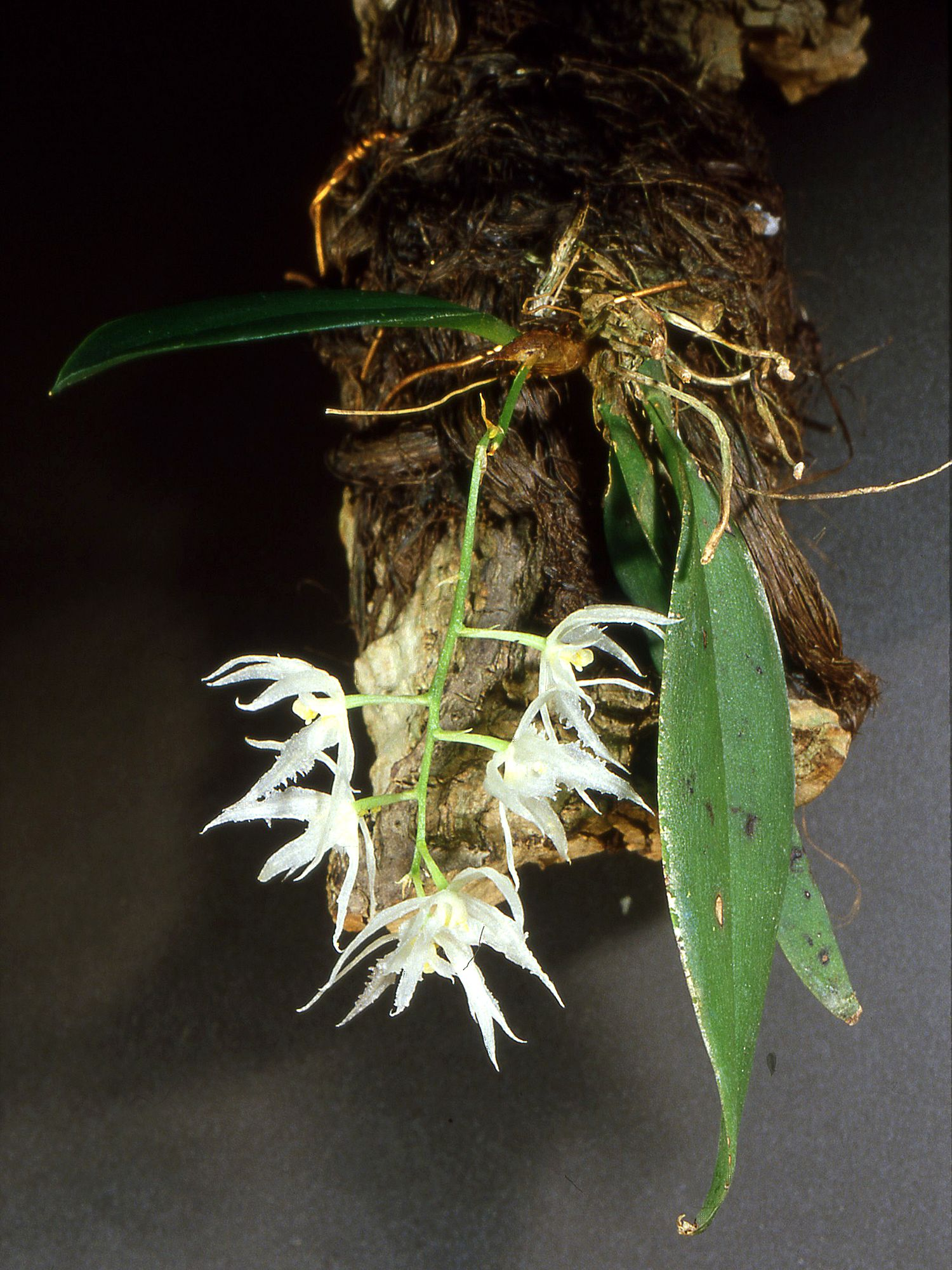
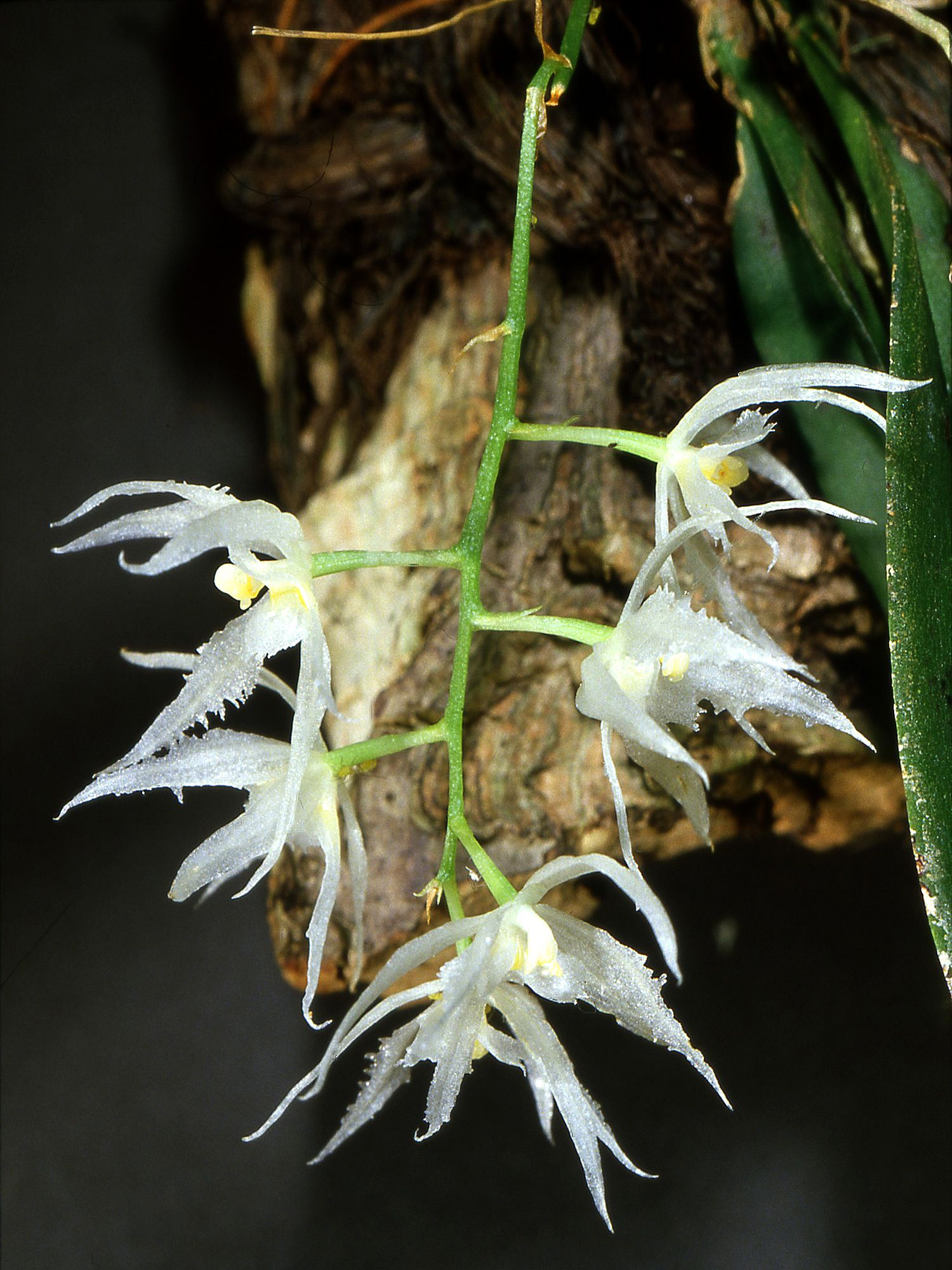
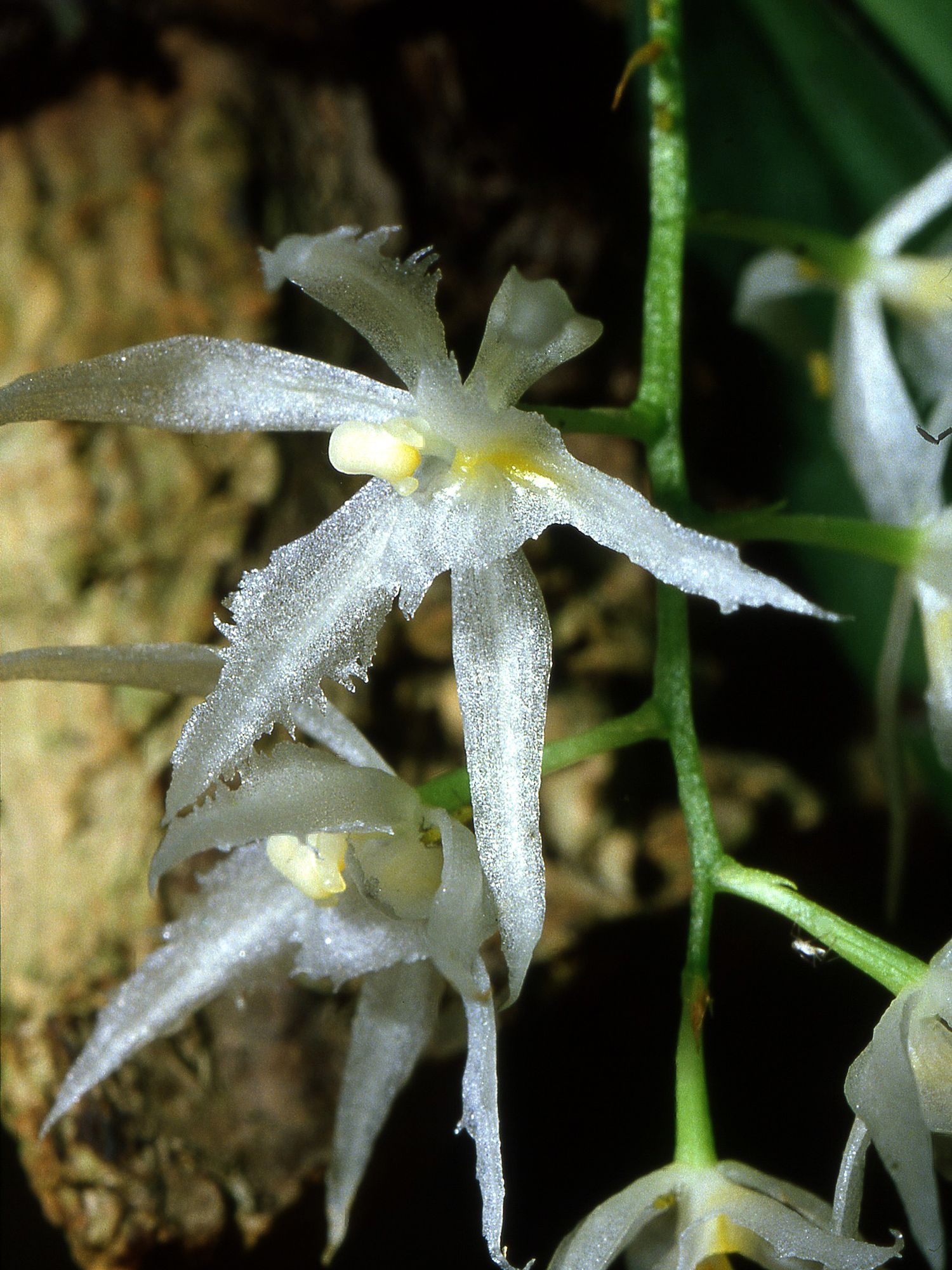